# 斯洛博達-博列希夫西卡
48°58′33″N 23°44′28″E / 48.97583°N 23.74111°E
斯洛博達-博列希夫西卡（烏克蘭語：Слобода-Болехівська），是烏克蘭西部的村莊，隸屬伊萬諾-弗蘭科夫斯克州的卡盧什區。該村始建於1710年，面積12.7平方公里，2001年人口890，人口密度每平方公里70人。